# Jákup Mikkelsen (politiker)
 For alternative betydninger, se Jákup Mikkelsen. (Se også artikler, som begynder med Jákup Mikkelsen)
Jákup Mikkelsen (22. august 1957 i Klaksvík) er en færøsk erhvervsmand og politiker (Fólkaflokkurin).
Han var medlem af kommunestyret i Klaksvík 1984–1992. Mikkelsen var vicerepræsentant til Lagtinget fra Norðoyar 2002–2008, og mødte fast for Anfinn Kallsberg 2002–2004 samt for Jógvan við Keldu 2004–2005. Mikkelsen blev i 2008 indvalgt på eget mandat. Han var formand for Lagtingets velfærdsudvalg 2008–2011 og fiskeriminister i Kaj Leo Johannesens anden regering 2011–2012. Mikkelsen var Fólkaflokkurins parlamentariske leder fra 2012, og fungerede også i denne rolle 2008–2011. Han blev genvalgt til lagtinget i 2015 og 2019.
Han er uddannet lærer fra Føroya Læraraskúli fra 1984, men har i de senere år været daglig leder i J.F. Kjølbro Heilsøla i Klaksvík.

## Lagtingsudvalg
- 2011–2015 formand for Udenrigsudvalget
- 2011-2015 medlem af Finansudvalget
- 2008–2011 formand for Velfærdsudvalget
- 2004–2005 medlem af Kulturudvalget
- 2002–2004 medlem af Kontroludvalget
- 2002–2004 medlem af Kulturudvalget